# Síndrome de Arnold-Chiari
A síndrome de Arnold-Chiari, ou má formação de Arnold-Chiari, consiste também em uma má formação rara e congênita do sistema nervoso central, localizada na fossa posterior da base cerebral. Esta malformação possui uma variabilidade de sinais e sintomas sendo que as principais consistem em alterações na estrutura do tronco cerebral e algumas vezes acompanhado de hidrocefalia. A forma mais grave desta patologia consiste na herniação da porção posterior do cerebelo e do tronco cerebral através do forame magno, ocorrendo que algumas partes do cérebro alcançam o canal da medula espinhal comprimindo-a. O seu diagnóstico é confirmado pela Ressonância nuclear magnética e o tratamento consiste na descompressão do canal medular.
O Chiari tipo 1 é uma mal formação do crânio que acontece na altura da junção entre o pescoço e a cabeça. Ocorre quando uma parte do encéfalo chamada de cerebelo, entra no canal vertebral (Figura). Esta deformidade está relacionada a um problema na circulação do líquido céfalo-raquidiano (líquor). Este líquido envolve todo o sistema nervoso central, no crânio e no canal vertebral e, quando há um distúrbio da sua circulação, pode ocasionar uma série de sinais e sintomas. A síndrome pode aparecer também em pessoas que não apresentem qualquer deformidade, como resultado de outras doenças, no entanto, a forma mais comum é a congênita e acomete principalmente as mulheres.
Os sintomas costumam aparecer na fase adulta entre a terceira e quarta décadas de vida e os mais comuns são: dor cervical, dor de cabeça intensa, fraqueza muscular, dormência ou alteração da sensibilidade nos membros e dificuldade de equilíbrio. Outros sintomas que podem surgir são: vertigem, distúrbios visuais, zumbidos, dificuldade para engolir, palpitação, apnéia do sono, diminuição das habilidades motoras finas e fadiga crônica. O exame neurológico realizado pelo especialista auxilia na determinação do diagnóstico, uma vez que pode identificar alteração dos reflexos, da coordenação, do equilíbrio, da marcha, dos nervos cranianos entre outras. A confirmação do diagnóstico é feita pela Ressonância Nuclear Magnética que mostra o defeito na junção entre o crânio e a região cervical.
Essa doença exige o acompanhamento com neurocirurgião, para que o tratamento cirúrgico seja indicado no momento oportuno, quando aparecem evidências da deterioração neurológica, progressão dos sintomas que se tornam incapacitantes e piora das alterações na Ressonância Magnética. A cirurgia é feita através de uma incisão na parte de trás da cabeça e do pescoço sob anestesia geral e visa a descompressão das estruturas nervosas e o restabelecimento da circulação do líquor. Essa cirurgia geralmente apresenta ótimos resultados.